# 1559.
◄ | 15. stoljeće | 16. stoljeće | 17. stoljeće | ►
◄ | 1520-ih | 1530-ih | 1540-ih | 1550-ih | 1560-ih | 1570-ih | 1580-ih | ►
◄◄ | ◄ | 1556. | 1557. | 1558. | 1559. | 1560. | 1561. | 1562. | ► | ►►
Arhitektura • Astronomija • Glazba • Kazalište • Kiparstvo • Knjige • Književnost • Kršćanstvo • Medicina • Politika • Pravo • Promet • Slikarstvo • Znanost

## Događaji
- Osmanlije su srušile Čazmu i povukli se iz nje.
- 2. veljače – Veliki poraz turskih snaga u bitci kod Klane.

## Rođenja
- 22. srpnja – Lovro Brindisijski, talijanski svetac († 1619.).

## Smrti
- 1. siječnja – Kristijan III., kralj Danske i Norveške

## Vanjske poveznice
|  | Zajednički poslužitelj ima još gradiva o temi 1559. |